# Священнослужитель
Священнослужи́тель в православии и католицизме — лицо, посвящённое на особое служение Церкви; в православии высший клирик. Священнослужители могут относиться к одной из трёх степеней священства (по восходящей):
1. диаконы;
2. пресвитеры (священники);
3. епископы (архиереи).[1]

Они посвящаются через рукоположение (хиротонию), которое происходит во время таинства священства.
Священнослужители образуют Богоучреждённую священную иерархию (священноначалие).

## Иерархия вРусской православной церкви
| Иерархические степени         | Белое духовенство (в браке или целибате)               | Чёрное духовенство (монашествующее)     |
| ----------------------------- | ------------------------------------------------------ | --------------------------------------- |
| Епископат (Епископы=Архиереи) |                                                        | Патриарх Митрополит Архиепископ Епископ |
| Пресвитеры=Священники         | Протопресвитер Протоиерей Иерей (пресвитер, священник) | Архимандрит Игумен Иеромонах            |
| Диаконы                       | Архидиакон (патриарший) Протодиакон Диакон             | Архидиакон Нет Иеродиакон               |